# پاپفی شکم‌مسی

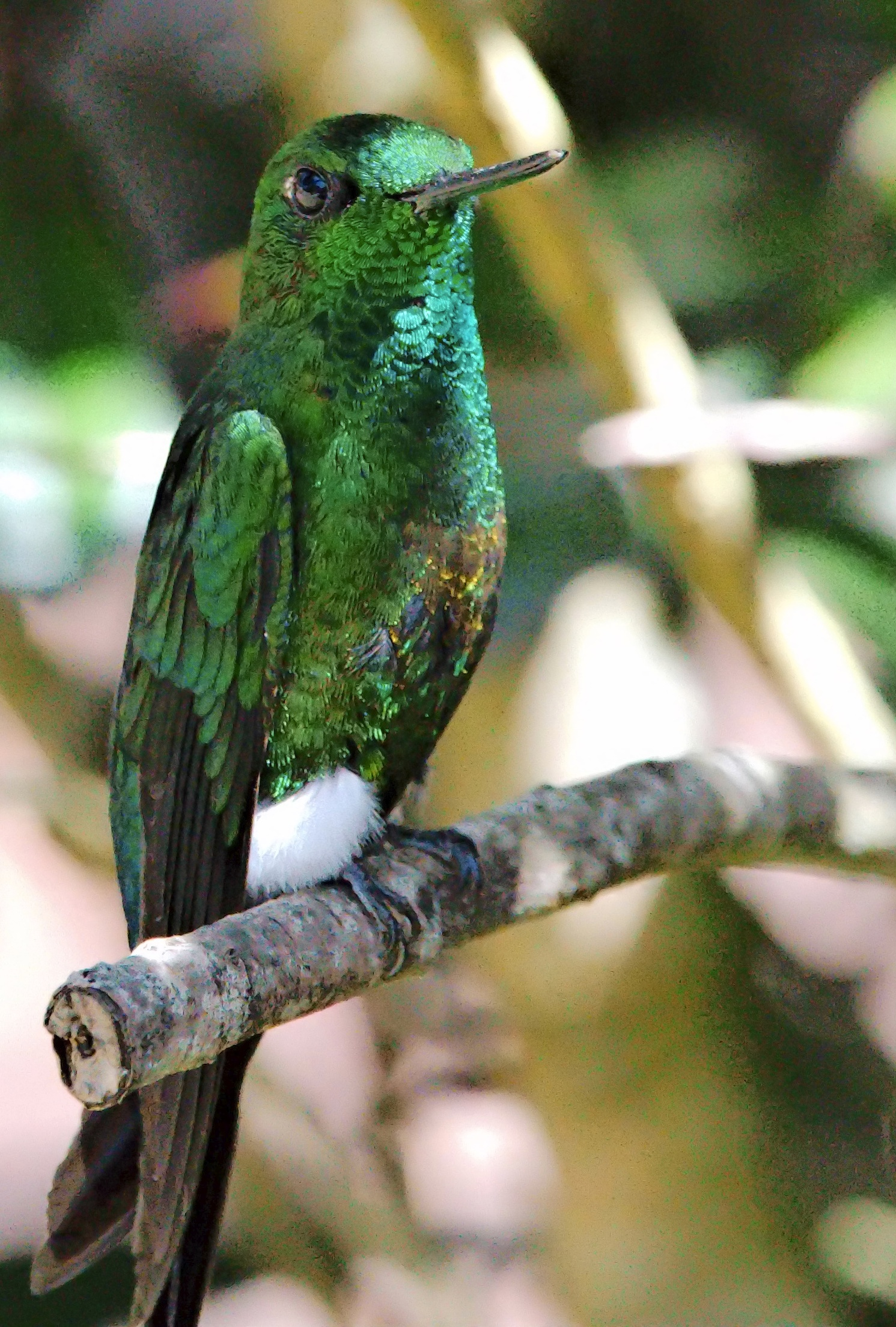
پاپفی شکم‌مسی

پاپفی شکم‌مسی (نام علمی: Eriocnemis cupreoventris) یک گونه از مگس‌مرغ‌های خانواده مگس‌مرغان است و در کلمبیا و ونزوئلا یافت می‌شود. زیستگاه‌های طبیعی آن جنگل‌های کوهستانی نمناک نیمه‌گرمسیری یا گرمسیری و علفزار مرتفع نیمه‌گرمسیری یا گرمسیری است. از دست دادن زیستگاه آن را تهدید می‌کند.